# Eukaliptuszfajok listája
A következő lista az eukaliptuszfajokat tartalmazza ábécérendben:
- Eucalyptus abdita Brooker & Hopper
- Eucalyptus absita
- Eucalyptus acaciiformis
- Eucalyptus accedens
- Eucalyptus acies
- Eucalyptus acmenoides
- Eucalyptus acroleuca
- Eucalyptus aenea
- Eucalyptus aequioperta
- Eucalyptus agglomerata
- Eucalyptus aggregata
- Eucalyptus alba Reinw. ex Blume – fehér eukaliptusz[forrás?]
- Eucalyptus albens
- Eucalyptus albida
- Eucalyptus albopurpurea
- Eucalyptus alligatrix
- Eucalyptus ammophila
- Eucalyptus amplifolia
- Eucalyptus amygdalina Labill. – mandulalevelű eukaliptusz[1]
- Eucalyptus ancophila
- Eucalyptus andrewsii
- Eucalyptus angophoroides
- Eucalyptus angularis
- Eucalyptus angulosa
- Eucalyptus angustissima
- Eucalyptus annulata
- Eucalyptus annuliformis
- Eucalyptus apiculata
- Eucalyptus apodophylla
- Eucalyptus apothalassica
- Eucalyptus approximans
- Eucalyptus aquatica
- Eucalyptus aquilina
- Eucalyptus arachnaea
- Eucalyptus arborella
- Eucalyptus archeri
- Eucalyptus arenacea
- Eucalyptus argillacea
- Eucalyptus argophloia
- Eucalyptus argutifolia
- Eucalyptus argyphea
- Eucalyptus aromaphloia
- Eucalyptus articulata
- Eucalyptus aspersa
- Eucalyptus aspratilis
- Eucalyptus astringens
- Eucalyptus atrata
- Eucalyptus atrovirens
- Eucalyptus aureola
- Eucalyptus australis
- Eucalyptus badjensis
- Eucalyptus baeuerlenii
- Eucalyptus baileyana
- Eucalyptus bakeri
- Eucalyptus balanites
- Eucalyptus balanopelex
- Eucalyptus balladoniensis
- Eucalyptus bancroftii
- Eucalyptus banksii
- Eucalyptus barberi
- Eucalyptus baudiniana
- Eucalyptus baueriana
- Eucalyptus baxteri
- Eucalyptus beaniana
- Eucalyptus beardiana
- Eucalyptus beasleyi
- Eucalyptus behriana
- Eucalyptus × bennettiae
- Eucalyptus bensonii
- Eucalyptus benthamii
- Eucalyptus beyeri
- Eucalyptus bigalerita
- Eucalyptus biturbinata
- Eucalyptus blakelyi
- Eucalyptus blaxellii
- Eucalyptus blaxlandii
- Eucalyptus bleeseri
- Eucalyptus boliviana
- Eucalyptus bosistoana
- Eucalyptus botryoides
- Eucalyptus brachyandra
- Eucalyptus brachycalyx
- Eucalyptus brachycarpa
- Eucalyptus brachycorys
- Eucalyptus brachyphylla
- Eucalyptus brassiana
- Eucalyptus brevifolia
- Eucalyptus brevipes
- Eucalyptus brevistylis
- Eucalyptus bridgesiana
- Eucalyptus brockwayi
- Eucalyptus brookeriana
- Eucalyptus broviniensis
- Eucalyptus brownii
- Eucalyptus buprestium
- Eucalyptus burdettiana
- Eucalyptus burgessiana
- Eucalyptus burracoppinensis
- Eucalyptus cadens
- Eucalyptus caesia
- Eucalyptus calcareana
- Eucalyptus calcicola
- Eucalyptus caleyi
- Eucalyptus caliginosa
- Eucalyptus calophylla
- Eucalyptus calycogona
- Eucalyptus calyerup
- Eucalyptus camaldulensis Dehnh. – vöröslő eukaliptusz,[1] vörös gumifa[forrás?]
- Eucalyptus cambageana
- Eucalyptus cameronii
- Eucalyptus camfieldii
- Eucalyptus campaspe
- Eucalyptus camphora
- Eucalyptus canaliculata
- Eucalyptus candida
- Eucalyptus cannonii
- Eucalyptus canobolensis
- Eucalyptus capillosa
- Eucalyptus capitellata
- Eucalyptus capricornia
- Eucalyptus captiosa
- Eucalyptus carnabyi
- Eucalyptus carnea
- Eucalyptus carnei
- Eucalyptus castrensis
- Eucalyptus celastroides
- Eucalyptus centralis
- Eucalyptus cephalocarpa
- Eucalyptus ceracea
- Eucalyptus cerasiformis
- Eucalyptus ceratocorys
- Eucalyptus cernua
- Eucalyptus chapmaniana
- Eucalyptus chartaboma
- Eucalyptus chloroclada
- Eucalyptus chlorophylla
- Eucalyptus chrysantha
- Eucalyptus cinerea F.Muell. ex Benth. – ezüst eukaliptusz[forrás?]
- Eucalyptus citriodora Hook. – citromillatú eukaliptusz[1]
- Eucalyptus cladocalyx F.Muell. – cukor-gumifa[forrás?]
- Eucalyptus clarksoniana
- Eucalyptus clelandii
- Eucalyptus clivicola
- Eucalyptus cloeziana
- Eucalyptus cneorifolia
- Eucalyptus coccifera Hook.f. – cserjés eukaliptusz[1]
- Eucalyptus communalis
- Eucalyptus concinna
- Eucalyptus conferruminata
- Eucalyptus confluens
- Eucalyptus conglobata
- Eucalyptus conglomerata
- Eucalyptus conica
- Eucalyptus coniophloia
- Eucalyptus conjuncta
- Eucalyptus connerensis
- Eucalyptus consideniana
- Eucalyptus conspicua
- Eucalyptus conveniens
- Eucalyptus coolabah
- Eucalyptus cooperiana
- Eucalyptus copulans
- Eucalyptus cordata Labill. – szíveslevelű eukaliptusz[1]
- Eucalyptus cornuta
- Eucalyptus coronata
- Eucalyptus corrugata
- Eucalyptus corticosa
- Eucalyptus corynodes
- Eucalyptus cosmophylla
- Eucalyptus costata
- Eucalyptus costuligera
- Eucalyptus crebra
- Eucalyptus crenulata
- Eucalyptus creta
- Eucalyptus cretata
- Eucalyptus crispata
- Eucalyptus croajingolensis
- Eucalyptus crucis
- Eucalyptus cullenii
- Eucalyptus cunninghamii
- Eucalyptus cuprea
- Eucalyptus cupularis
- Eucalyptus curtisii
- Eucalyptus cyanoclada
- Eucalyptus cyanophylla
- Eucalyptus cyclostoma
- Eucalyptus cylindriflora
- Eucalyptus cylindrocarpa
- Eucalyptus cypellocarpa
- Eucalyptus dalrympleana Maiden – hegyi gumifa[forrás?]
- Eucalyptus darwinensis
- Eucalyptus dawsonii
- Eucalyptus dealbata
- Eucalyptus deanei Maiden – kereklevelű gumifa[forrás?]
- Eucalyptus decipiens
- Eucalyptus decolor
- Eucalyptus decorticans
- Eucalyptus decurva
- Eucalyptus deflexa
- Eucalyptus deglupta Blume – indonéz gumifa[forrás?]
- Eucalyptus delegatensis
- Eucalyptus delicata
- Eucalyptus dendromorpha
- Eucalyptus densa
- Eucalyptus denticulata
- Eucalyptus depauperata
- Eucalyptus derbyensis
- Eucalyptus desmondensis
- Eucalyptus deuaensis
- Eucalyptus dielsii
- Eucalyptus diminuta
- Eucalyptus diptera
- Eucalyptus discreta
- Eucalyptus dissimulata
- Eucalyptus distans
- Eucalyptus diversicolor F.Muell. – tarkalevelű eukaliptusz[forrás?]
- Eucalyptus diversifolia
- Eucalyptus dives
- Eucalyptus dolichocera
- Eucalyptus dolichorhyncha
- Eucalyptus dolorosa
- Eucalyptus dongarraensis
- Eucalyptus doratoxylon
- Eucalyptus dorrigoensis
- Eucalyptus drummondii
- Eucalyptus drysdalensis
- Eucalyptus dumosa
- Eucalyptus dundasii
- Eucalyptus dunnii
- Eucalyptus dura
- Eucalyptus dwyeri
- Eucalyptus ebbanoensis
- Eucalyptus educta
- Eucalyptus effusa
- Eucalyptus elaeophloia
- Eucalyptus elata
- Eucalyptus ellipsoidea
- Eucalyptus elliptica
- Eucalyptus erectifolia
- Eucalyptus eremaea
- Eucalyptus eremicola
- Eucalyptus eremophila
- Eucalyptus erythrandra
- Eucalyptus erythrocorys
- Eucalyptus erythronema
- Eucalyptus erythrophloia
- Eucalyptus eudesmioides
- Eucalyptus eugenioides
- Eucalyptus ewartiana
- Eucalyptus exigua
- Eucalyptus exilipes
- Eucalyptus exilis
- Eucalyptus exserta
- Eucalyptus extensa
- Eucalyptus extrica
- Eucalyptus falcata
- Eucalyptus famelica
- Eucalyptus fasciculosa
- Eucalyptus fastigata
- Eucalyptus fergusonii
- Eucalyptus ferriticola
- Eucalyptus ferruginea
- Eucalyptus fibrosa
- Eucalyptus ficifolia F.Muell. – pirosvirágú gumifa[forrás?]
- Eucalyptus filiformis
- Eucalyptus fitzgeraldii
- Eucalyptus flavida
- Eucalyptus flindersii
- Eucalyptus flocktoniae
- Eucalyptus foecunda
- Eucalyptus foelscheana
- Eucalyptus foliosa
- Eucalyptus fordeana
- Eucalyptus formanii
- Eucalyptus forrestiana
- Eucalyptus fracta
- Eucalyptus fraseri
- Eucalyptus fraxinoides
- Eucalyptus froggattii
- Eucalyptus fruticosa
- Eucalyptus fulgens
- Eucalyptus fusiformis
- Eucalyptus gamophylla
- Eucalyptus gardneri
- Eucalyptus georgei
- Eucalyptus gigantangion
- Eucalyptus gilbertensis
- Eucalyptus gillenii
- Eucalyptus gillii
- Eucalyptus gittinsii
- Eucalyptus glaucescens Maiden & Blakely – kékesszürke eukaliptusz[1]
- Eucalyptus glaucina
- Eucalyptus globoidea
- golyós eukaliptusz (Eucalyptus globulus) Labill. – tasmaniai eukaliptusz,[1] kékmézgafa[1]
- Eucalyptus glomericassis
- Eucalyptus glomerosa
- Eucalyptus gomphocephala
- Eucalyptus gongylocarpa
- Eucalyptus goniantha
- Eucalyptus goniocalyx F.Muell. ex Miq. – hegyi szürke gumifa[forrás?]
- Eucalyptus goniocarpa
- Eucalyptus gracilis
- Eucalyptus grandifolia
- Eucalyptus grandis W.Hill – óriás eukaliptusz[forrás?]
- Eucalyptus granitica
- Eucalyptus grasbyi
- Eucalyptus greeniana
- Eucalyptus gregoriensis
- Eucalyptus gregsoniana
- Eucalyptus griffithsii
- Eucalyptus grisea
- Eucalyptus grossa
- Eucalyptus guilfoylei
- Eucalyptus gummifera (Gaertn.) Hochr. – vörös vérfa[forrás?]
- tasmaniai havasi eukaliptusz (Eucalyptus gunnii) Hook.f., havasi eukaliptusz,[1] kék eukaliptusz,[1] Gunn-eukaliptusz[1]
- Eucalyptus gypsophila
- Eucalyptus haemastoma
- Eucalyptus haematoxylon
- Eucalyptus hallii
- Eucalyptus halophila
- Eucalyptus hamersleyana
- Eucalyptus hawkeri
- Eucalyptus hebetifolia
- Eucalyptus helidonica
- Eucalyptus herbertiana
- Eucalyptus histophylla
- Eucalyptus horistes
- Eucalyptus houseana
- Eucalyptus howittiana
- Eucalyptus hypochlamydea
- Eucalyptus hypostomatica
- Eucalyptus ignorabilis
- Eucalyptus imitans
- Eucalyptus imlayensis
- Eucalyptus impensa
- Eucalyptus incerata
- Eucalyptus incrassata
- Eucalyptus indurata
- Eucalyptus infera
- Eucalyptus insularis
- Eucalyptus intermedia
- Eucalyptus interstans
- Eucalyptus intertexta
- Eucalyptus intrasilvatica
- Eucalyptus jacksonii Maiden
- Eucalyptus jensenii
- Eucalyptus jimberlanica
- Eucalyptus johnsoniana
- Eucalyptus johnstonii
- Eucalyptus jucunda
- Eucalyptus jutsonii
- Eucalyptus kabiana
- Eucalyptus kakadu
- Eucalyptus kartzoffiana
- Eucalyptus kenneallyi
- Eucalyptus kessellii
- Eucalyptus kingsmillii
- Eucalyptus kitsoniana
- Eucalyptus kochii
- Eucalyptus kondininensis
- Eucalyptus koolpinensis
- Eucalyptus kruseana
- Eucalyptus kumarlensis
- Eucalyptus kybeanensis
- Eucalyptus lacrimans
- Eucalyptus laeliae
- Eucalyptus laevis
- Eucalyptus laevopinea
- Eucalyptus lamprocalyx
- Eucalyptus lane-poolei
- Eucalyptus langleyi
- Eucalyptus lansdowneana
- Eucalyptus largeana
- Eucalyptus largiflorens
- Eucalyptus latens
- Eucalyptus lateritica
- Eucalyptus latisinensis
- Eucalyptus lehmannii
- Eucalyptus leprophloia
- Eucalyptus leptocalyx
- Eucalyptus leptophleba
- Eucalyptus leptophylla
- Eucalyptus leptopoda
- Eucalyptus lesouefii
- Eucalyptus leucophloia
- Eucalyptus leucophylla
- Eucalyptus leucoxylon
- Eucalyptus ligulata
- Eucalyptus ligustrina
- Eucalyptus limitaris
- Eucalyptus lirata
- Eucalyptus litoralis
- Eucalyptus litorea
- Eucalyptus livida
- Eucalyptus lockyeri
- Eucalyptus longicornis
- Eucalyptus longifolia
- Eucalyptus longirostrata
- Eucalyptus loxophleba
- Eucalyptus lucasii
- Eucalyptus lucens
- Eucalyptus luculenta
- Eucalyptus luehmanniana
- Eucalyptus luteola
- Eucalyptus macarthurii
- Eucalyptus mackintii
- Eucalyptus macquoidii
- Eucalyptus macrandra
- Eucalyptus macrocarpa
- Eucalyptus macrorhyncha
- Eucalyptus maculata Hook. – pöttyös gumifa[forrás?]
- Eucalyptus magnificata
- Eucalyptus major
- Eucalyptus malacoxylon
- Eucalyptus mannensis
- Eucalyptus mannifera
- Eucalyptus marginata
- Eucalyptus mckieana
- Eucalyptus medialis
- Eucalyptus mediocris
- Eucalyptus megacarpa F.Muell.
- Eucalyptus megacornuta
- Eucalyptus melanoleuca
- Eucalyptus melanophitra
- Eucalyptus melanophloia
- Eucalyptus melanoxylon
- Eucalyptus melliodora Schauer
- Eucalyptus mensalis
- Eucalyptus merrickiae
- Eucalyptus michaeliana
- Eucalyptus micranthera
- Eucalyptus microcarpa
- Eucalyptus microcorys F.Muell. – ausztrál faggyúfa[forrás?]
- Eucalyptus microneura
- Eucalyptus microschema
- Eucalyptus microtheca
- Eucalyptus mimica
- Eucalyptus miniata
- Eucalyptus misella
- Eucalyptus × missilis
- Eucalyptus mitchelliana
- Eucalyptus moluccana
- Eucalyptus mooreana
- Eucalyptus moorei
- Eucalyptus morrisbyi
- Eucalyptus morrisii
- Eucalyptus muelleriana
- Eucalyptus multicaulis
- Eucalyptus myriadena
- Eucalyptus nandewarica
- Eucalyptus neglecta
- Eucalyptus nelsonii
- Eucalyptus neutra
- Eucalyptus newbeyi
- Eucalyptus nicholii
- Eucalyptus nigrifunda
- ausztrál havasi eukaliptusz  (Eucalyptus niphophila) Maiden & Blakely – hóeukaliptusz,[1]
- Eucalyptus nitens
- Eucalyptus nitida
- Eucalyptus nobilis
- Eucalyptus normantonensis
- Eucalyptus nortonii
- Eucalyptus notabilis
- Eucalyptus nova-anglica
- Eucalyptus novoguinensis
- Eucalyptus nutans
- Eucalyptus obconica
- Eucalyptus obesa
- Eucalyptus obliqua
- Eucalyptus obtusiflora
- mallettfa,[1] mallottfa[1] (Eucalyptus occidentalis) Endl.
- Eucalyptus ochrophloia
- Eucalyptus odontocarpa
- Eucalyptus odorata
- Eucalyptus oldfieldii
- Eucalyptus oleosa
- Eucalyptus olida
- Eucalyptus oligantha
- Eucalyptus olivina
- Eucalyptus ollaris
- Eucalyptus olsenii
- Eucalyptus opaca
- Eucalyptus ophitica
- Eucalyptus optima
- Eucalyptus oraria
- Eucalyptus orbifolia
- Eucalyptus ordiana
- Eucalyptus oreades
- Eucalyptus orgadophila
- Eucalyptus orientalis
- Eucalyptus ornata
- Eucalyptus ovata
- Eucalyptus ovularis
- Eucalyptus oxymitra
- Eucalyptus pachycalyx
- Eucalyptus pachyloma
- Eucalyptus pachyphylla
- Eucalyptus paedoglauca
- Eucalyptus paliformis
- Eucalyptus paludicola
- Eucalyptus panda
- Eucalyptus paniculata
- Eucalyptus pantoleuca
- Eucalyptus paralimnetica
- Eucalyptus parramattensis
- Eucalyptus parvula
- Eucalyptus patellaris
- Eucalyptus patens
- Eucalyptus pauciflora Sieber – kisvirágú eukaliptusz[1]
- Eucalyptus pauciseta
- Eucalyptus peeneri
- Eucalyptus pellita
- Eucalyptus pendens
- Eucalyptus peninsularis
- Eucalyptus perangusta
- Eucalyptus percostata
- Eucalyptus perriniana F.Muell. ex Rodway – forgó gumifa[forrás?]
- Eucalyptus persistens
- Eucalyptus petiolaris
- Eucalyptus petraea
- Eucalyptus petrensis
- Eucalyptus phaenophylla
- Eucalyptus phenax
- Eucalyptus phoenicea
- Eucalyptus phylacis
- Eucalyptus pilbarensis
- Eucalyptus pileata
- Eucalyptus pilligaensis
- Eucalyptus pilularis
- Eucalyptus pimpiniana
- Eucalyptus piperita
- Eucalyptus placita
- Eucalyptus planchoniana
- Eucalyptus planipes
- Eucalyptus platycorys
- Eucalyptus platyphylla
- Eucalyptus platypus
- Eucalyptus plenissima
- Eucalyptus pleurocarpa
- Eucalyptus pleurocorys
- Eucalyptus pluricaulis
- Eucalyptus polita
- Eucalyptus polyanthemos
- Eucalyptus polybractea
- Eucalyptus pontis
- Eucalyptus populnea
- Eucalyptus porosa
- Eucalyptus portuensis
- Eucalyptus praecox
- Eucalyptus praetermissa
- Eucalyptus prava
- Eucalyptus preissiana
- Eucalyptus prolixa
- Eucalyptus prominens
- Eucalyptus propinqua
- Eucalyptus protensa
- Eucalyptus provecta
- Eucalyptus pruiniramis
- Eucalyptus pruinosa
- Eucalyptus psammitica
- Eucalyptus pseudoglobulus
- Eucalyptus pterocarpa
- Eucalyptus pulchella
- Eucalyptus pulverulenta Sims – ezüstlevelű hegyi gumifa[forrás?]
- Eucalyptus pumila
- Eucalyptus punctata
- Eucalyptus pyrenea
- Eucalyptus pyriformis
- Eucalyptus pyrocarpa
- Eucalyptus pyrophora
- Eucalyptus quadrangulata
- Eucalyptus quadrans
- Eucalyptus quadricostata
- Eucalyptus quaerenda
- Eucalyptus quinniorum
- Eucalyptus racemosa
- Eucalyptus radiata
- Eucalyptus rameliana
- Eucalyptus rariflora
- Eucalyptus raveretiana
- Eucalyptus ravida
- Eucalyptus recta
- Eucalyptus recurva
- Eucalyptus redacta
- Eucalyptus redimiculifera
- Eucalyptus reducta
- Eucalyptus redunca
- Eucalyptus regnans F.Muell. – királyi eukaliptusz[1]
- Eucalyptus relicta
- Eucalyptus remota
- Eucalyptus repullulans
- Eucalyptus resinifera Sm. – gyantás eukaliptusz[1]
- Eucalyptus retinens
- Eucalyptus rhodantha
- Eucalyptus rhombica
- Eucalyptus rigens
- Eucalyptus rigidula
- Eucalyptus risdonii
- Eucalyptus rivularis
- Eucalyptus robusta Sm. – mocsári eukaliptusz[1]
- Eucalyptus rodwayi
- Eucalyptus rosacea
- vörös eukaliptusz (Eucalyptus rostrata)[2]
- Eucalyptus roycei
- Eucalyptus rubida
- Eucalyptus rubiginosa
- Eucalyptus rudderi
- Eucalyptus rudis
- Eucalyptus rugosa
- Eucalyptus rummeryi
- Eucalyptus rupestris
- Eucalyptus salicola
- Eucalyptus saligna
- Eucalyptus salmonophloia
- Eucalyptus salubris
- Eucalyptus sargentii
- Eucalyptus saxatilis
- Eucalyptus scias
- Eucalyptus scoparia
- Eucalyptus scyphocalyx
- Eucalyptus seeana
- Eucalyptus selachiana
- Eucalyptus semota
- Eucalyptus sepulcralis
- Eucalyptus serraensis
- Eucalyptus sessilis
- Eucalyptus sheathiana
- Eucalyptus shirleyi
- Eucalyptus sicilifolia
- Eucalyptus siderophloia
- Eucalyptus sideroxylon
- Eucalyptus sieberi
- Eucalyptus signata
- Eucalyptus similis
- Eucalyptus singularis
- Eucalyptus smithii
- Eucalyptus socialis
- Eucalyptus sparsa
- Eucalyptus sparsicoma
- Eucalyptus sparsifolia
- Eucalyptus spathulata
- Eucalyptus sphaerocarpa
- Eucalyptus splendens
- Eucalyptus sporadica
- Eucalyptus spreta
- Eucalyptus squamosa
- Eucalyptus staeri
- Eucalyptus staigeriana
- Eucalyptus steedmanii
- Eucalyptus stellulata
- Eucalyptus stenostoma
- Eucalyptus × stoataptera
- Eucalyptus stoatei
- Eucalyptus stowardii
- Eucalyptus striaticalyx
- Eucalyptus stricklandii
- Eucalyptus stricta
- Eucalyptus strzeleckii
- Eucalyptus sturgissiana
- Eucalyptus subangusta
- Eucalyptus subcrenulata
- Eucalyptus suberea
- Eucalyptus sublucida
- Eucalyptus subtilis
- Eucalyptus suffulgens
- Eucalyptus suggrandis
- Eucalyptus surgens
- Eucalyptus symonii
- Eucalyptus synandra
- Eucalyptus talyuberlup
- Eucalyptus tardecidens
- Eucalyptus taurina
- Eucalyptus tectifica
- Eucalyptus tenella
- Eucalyptus tenera
- Eucalyptus tenuipes
- Eucalyptus tenuiramis
- Eucalyptus tenuis
- Eucalyptus tephroclada
- Eucalyptus tephrodes
- Eucalyptus terebra
- Eucalyptus tereticornis Sm. – ernyős eukaliptusz[1]
- Eucalyptus terminalis
- Eucalyptus terrica
- Eucalyptus tetragona
- Eucalyptus tetrapleura
- Eucalyptus tetraptera
- Eucalyptus tetrodonta
- Eucalyptus thamnoides
- Eucalyptus tholiformis
- Eucalyptus thozetiana
- Eucalyptus tindaliae
- Eucalyptus tinghaensis
- Eucalyptus tintinnans
- Eucalyptus todtiana
- Eucalyptus tokwa
- Eucalyptus torquata Luehm. – korall gumifa[forrás?]
- Eucalyptus tortilis
- Eucalyptus trachybasis
- Eucalyptus transcontinentalis
- Eucalyptus tricarpa
- Eucalyptus triflora
- Eucalyptus trivalvis
- Eucalyptus tumida
- Eucalyptus ultima
- Eucalyptus umbra
- Eucalyptus umbrawarrensis
- Eucalyptus uncinata
- Eucalyptus urna
- Eucalyptus urnigera Hook.f. – urnatermésű eukaliptusz[1]
- Eucalyptus urnularis
- Eucalyptus utilis
- Eucalyptus uvida
- Eucalyptus valens
- Eucalyptus varia
- Eucalyptus vegrandis
- Eucalyptus vernicosa
- Eucalyptus verrucata
- Eucalyptus vesiculosa
- Eucalyptus vicina
- Eucalyptus victoriana
- Eucalyptus victrix
- Eucalyptus viminalis Labill. – mannaeukaliptusz[1]
- Eucalyptus virens
- Eucalyptus virginea
- Eucalyptus viridis
- Eucalyptus vokesensis
- Eucalyptus volcanica
- Eucalyptus walshii
- Eucalyptus wandoo
- Eucalyptus websteriana
- Eucalyptus whitei
- Eucalyptus wilcoxii
- Eucalyptus williamsiana
- Eucalyptus willisii
- Eucalyptus woodwardii
- Eucalyptus wubinensis
- Eucalyptus wyolensis
- Eucalyptus xanthoclada
- Eucalyptus xanthonema
- Eucalyptus xerothermica
- Eucalyptus yalatensis
- Eucalyptus yarraensis
- Eucalyptus yilgarnensis
- Eucalyptus youmanii
- Eucalyptus youngiana
- Eucalyptus yumbarrana
- Eucalyptus zopherophloia